# كارلي ستيل
كارلي ستيل (بالإنجليزية: Carly Steel)‏ هي مقدمة تلفزيونية وممثلة أمريكية، ولدت في 21 أغسطس 1987 في لاناركشاير في المملكة المتحدة.

## أعمال

### أفلام
- موردكاي[4]

## وصلات خارجية
- كارلي ستيل على موقع IMDb (الإنجليزية)
- كارلي ستيل على موقع ألو سيني (الفرنسية)
- كارلي ستيل على موقع أول موفي (الإنجليزية)
- كارلي ستيل على موقع كينوبويسك (الروسية)